# Драфт ВНБА 2014 года
Драфт ВНБА 2014 года прошёл 14 апреля, в понедельник, в спортивно-развлекательном центре Мохеган Сан Арена в городе Анкасвилл, штат Коннектикут. К участию в драфте были допущены игроки после окончания колледжа и игроки-иностранцы. Лотерея драфта состоялась 10 декабря 2013 года, по результатам которой право выбора под первым номером получила команда «Коннектикут Сан», который та использовала на 22-летнюю Чини Огвумике, форварда из Стэнфордского университета. Первый раунд драфта транслировался на спортивном кабельном канале ESPN2 (в формате HD) в восемь часов вечера по Североамериканскому восточному времени (EDT), в то же время как второй и третий раунды были показаны на канале ESPNU на час позднее.
Всего на этом драфте было выбрано 36 баскетболисток, из них 30 из США, по 2 из Канады (Натали Ачонва и Мишель Плуфф) и Австралии (Карли Мийович и Стефани Толбот) и по одной из Испании (Асту Ндур) и Украины (Инга Орехова). Кроме того центровая Асту Ндур родилась в столице Сенегала, городе Дакар, однако в детстве вместе с родителями переехала в Испанию, где приняла гражданство этой страны, а с 2011 года выступала в чемпионате Испании за клуб «Ислас Гран-Канария».

## Легенда к драфту
|  | Выделены игроки, выбранные в Баскетбольный зал славы                      |
|  | Выделены участники Матча всех звёзд ВНБА и игроки сборной всех звёзд ВНБА |
|  | Выделены участники Матча всех звёзд ВНБА                                  |
|  | Выделены игроки сборной всех звёзд ВНБА                                   |
|  | Выделены игроки, не игравшие в ВНБА                                       |

## Лотерея драфта
Лотерея драфта была проведена 10 декабря 2013 года, чтобы определить порядок выбора первой четвёрки команд предстоящего драфта, которая транслировалась по телевидению на кабельном канале SportsCenter в 6:30 вечера по Североамериканскому восточному времени (EDT). Команда «Коннектикут Сан» выиграла в ней право выбирать первой, в то время как «Талса Шок» и «Сан-Антонио Старз» были удостоены второго и третьего выбора соответственно. Оставшиеся выборы первого раунда, а также все выборы второго и третьего раундов осуществлялись командами в обратном порядке их итогового положения в регулярном чемпионате прошлого сезона.
В этой таблице представлены шансы четырёх худших команд прошедшего сезона, не попавших в плей-офф, которые боролись за шанс получить первый номер выбора на лотерее предстоящего драфта, округлённые до трёх знаков после запятой:
| Худшие команды прошлого сезона                                                             | Баланс побед и поражений четырёх худших команд прошлого сезона | Шансы на выигрыш первого номера драфта | Номер выбора на драфте | Номер выбора на драфте | Номер выбора на драфте | Номер выбора на драфте |
| Худшие команды прошлого сезона                                                             | Баланс побед и поражений четырёх худших команд прошлого сезона | Шансы на выигрыш первого номера драфта | 1-й                    | 2-й                    | 3-й                    | 4-й                    |
| ------------------------------------------------------------------------------------------ | -------------------------------------------------------------- | -------------------------------------- | ---------------------- | ---------------------- | ---------------------- | ---------------------- |
| Коннектикут Сан                                                                            | 10–24                                                          | 442                                    | 0,442                  | 0,316                  | 0,181                  | 0,062                  |
| Талса Шок                                                                                  | 11–23                                                          | 227                                    | 0,227                  | 0,269                  | 0,294                  | 0,209                  |
| Нью-Йорк Либерти                                                                           | 11–23                                                          | 227                                    | 0,227                  | 0,269                  | 0,294                  | 0,209                  |
| Сан-Антонио Старз                                                                          | 12–22                                                          | 104                                    | 0,104                  | 0,145                  | 0,232                  | 0,520                  |
| Примечание: Закрашенные сегменты таблицы обозначают фактические результаты лотереи драфта. |                                                                |                                        |                        |                        |                        |                        |

## Приглашённые игроки
10 апреля 2014 года на официальном сайте ВНБА был опубликован список из двенадцати игроков, специально приглашённых для участия в этом драфте:
| - Натали Ачонва (Нотр-Дам) - Стефани Долсон (Коннектикут) - Маркиша Гатлинг (НК Стэйт) - Челси Грей (Дьюк) | - Бриа Хартли (Коннектикут) - Наташа Ховард (Флорида Стэйт) - Кайла Макбрайд (Нотр-Дам) - Чини Огвумике (Стэнфорд) | - Шони Шиммель (Луисвилл) - Мейган Симмонс (Теннесси) - Одисси Симс (Бэйлор) - Алисса Томас (Мэриленд). |

## Сделки
- 1 марта 2013 года состоялась трёхсторонняя сделка между командами «Нью-Йорк Либерти», «Миннесота Линкс» и «Талса Шок», в результате которой:
  - «Миннесота Линкс» продала Кэндис Уиггинс в «Талса Шок».
  - «Нью-Йорк Либерти» продала Николь Пауэлл в «Талса Шок».
  - «Нью-Йорк Либерти» продала Джанель Маккарвилл в «Миннесота Линкс».
  - «Талса Шок» продала права на Деанну Нолан в «Нью-Йорк Либерти».
  - «Миннесота Линкс» получила право выбора под 15-м номером драфта от «Талса Шок»[4].
- 12 марта 2014 года «Индиана Фивер» получила право выбора под 9-м номером драфта от «Финикс Меркури» в результате сделки по обмену Эрин Филлипс на Линетту Кайзер.
- 31 марта 2014 года команда «Коннектикут Сан» получила право выбора под 11-м номером драфта от «Лос-Анджелес Спаркс» в результате сделки по продаже Сандрин Груды.
- 14 апреля 2014 года состоялась двухсторонняя сделка между клубами «Нью-Йорк Либерти» и «Коннектикут Сан», в результате которой:
  - «Коннектикут Сан» продал Тину Чарльз в «Нью-Йорк Либерти».
  - «Нью-Йорк Либерти» продал выбранную под 4-м номером драфта Алиссу Томас и Келси Боун, 5-й номер прошлогоднего драфта, а также право выбора в первом раунде драфта 2015 года в «Коннектикут Сан».
- 14 апреля 2014 года состоялась двухсторонняя сделка между командами «Вашингтон Мистикс» и «Сиэтл Шторм», в результате которой:
  - «Вашингтон Мистикс» продала Кристал Лэнгхорн в «Сиэтл Шторм».
  - «Сиэтл Шторм» продала выбранную под 7-м номером драфта Бриа Хартли и Тианну Хокинс, 6-й номер прошлогоднего драфта, в «Вашингтон Мистикс»[5][6].

## Первый раунд

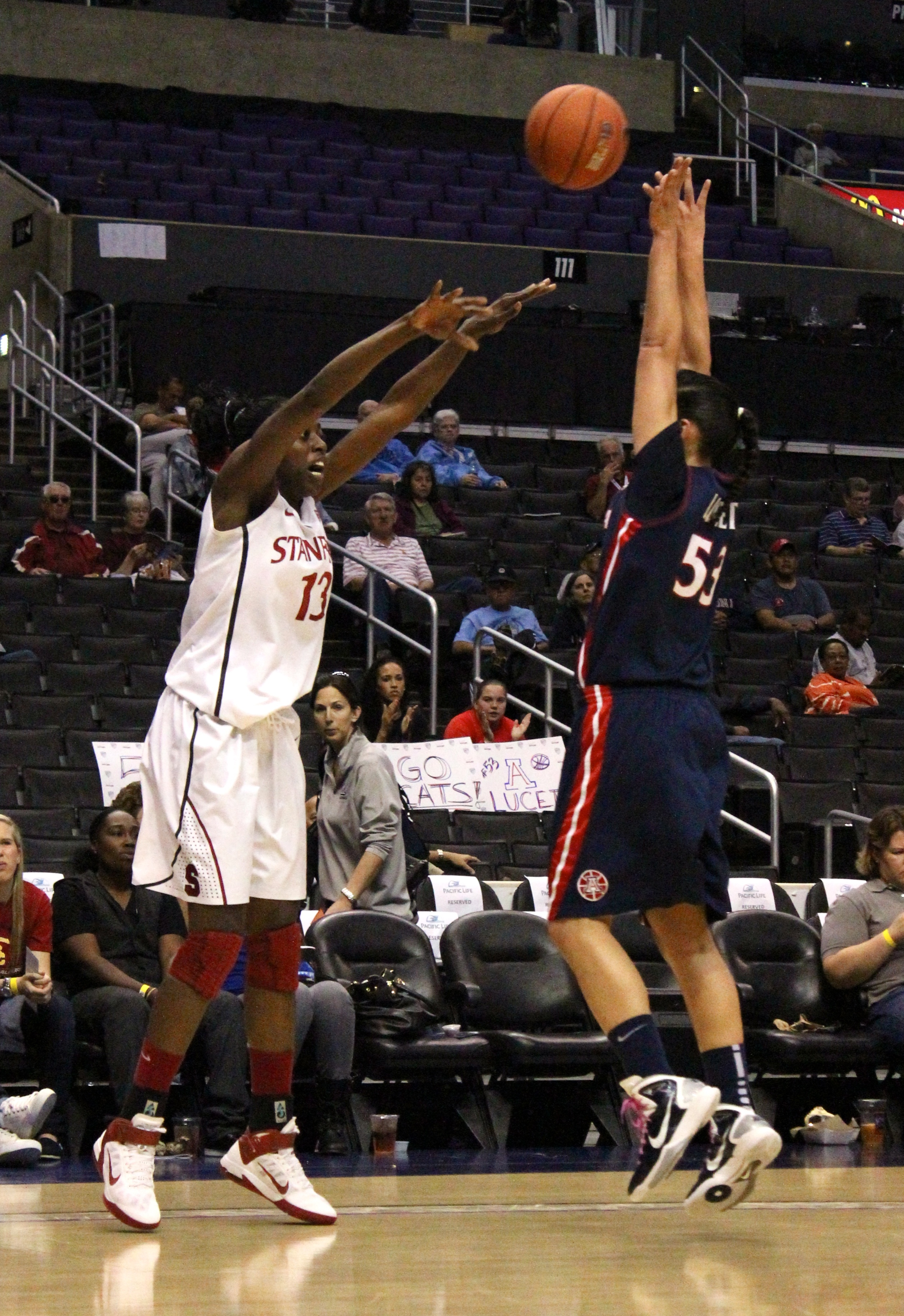
Чини Огвумике, 1-й номер драфта

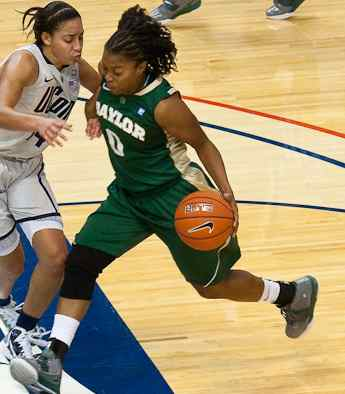
Одисси Симс, 2-й номер драфта

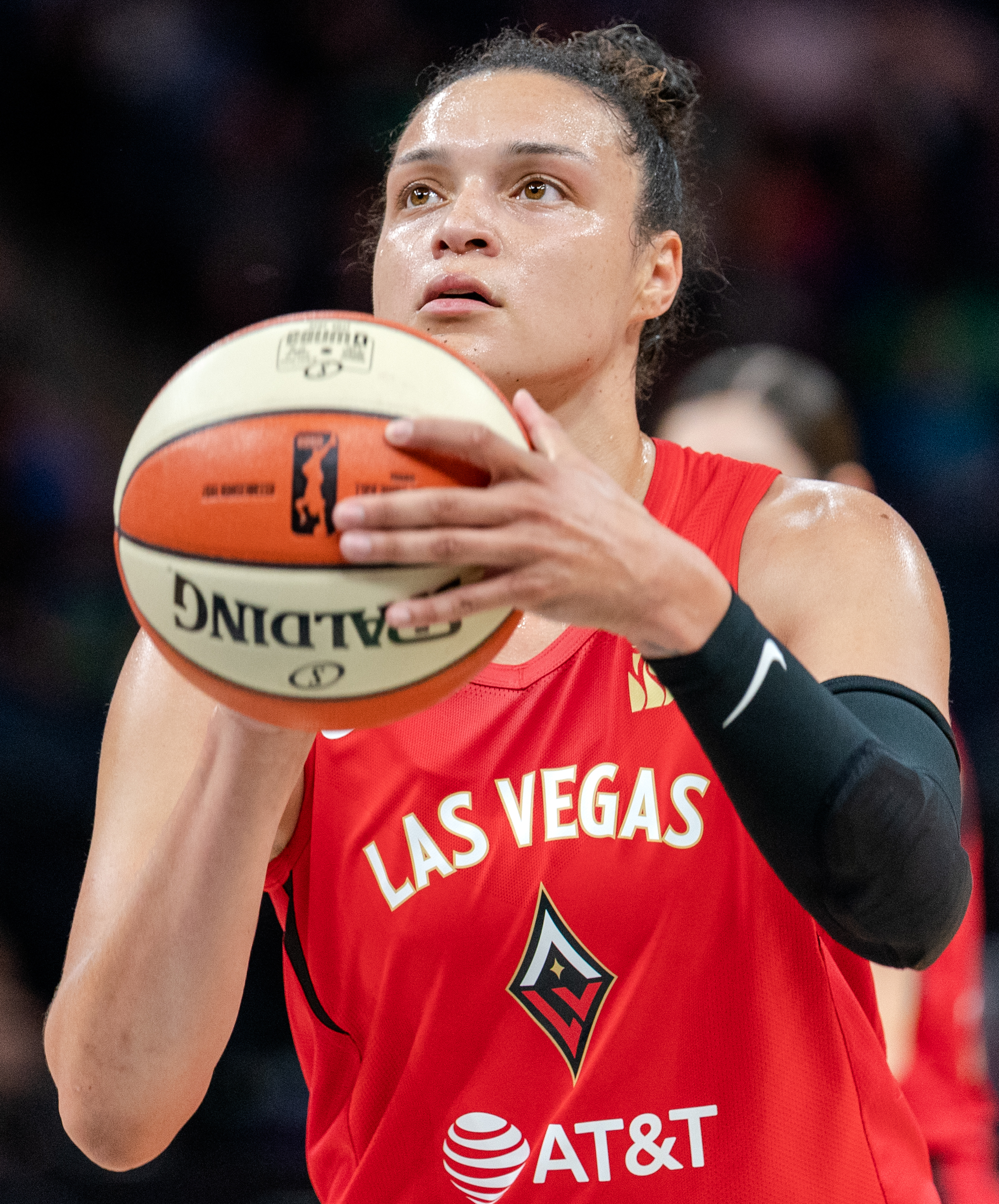
Кайла Макбрайд, 3-й номер драфта

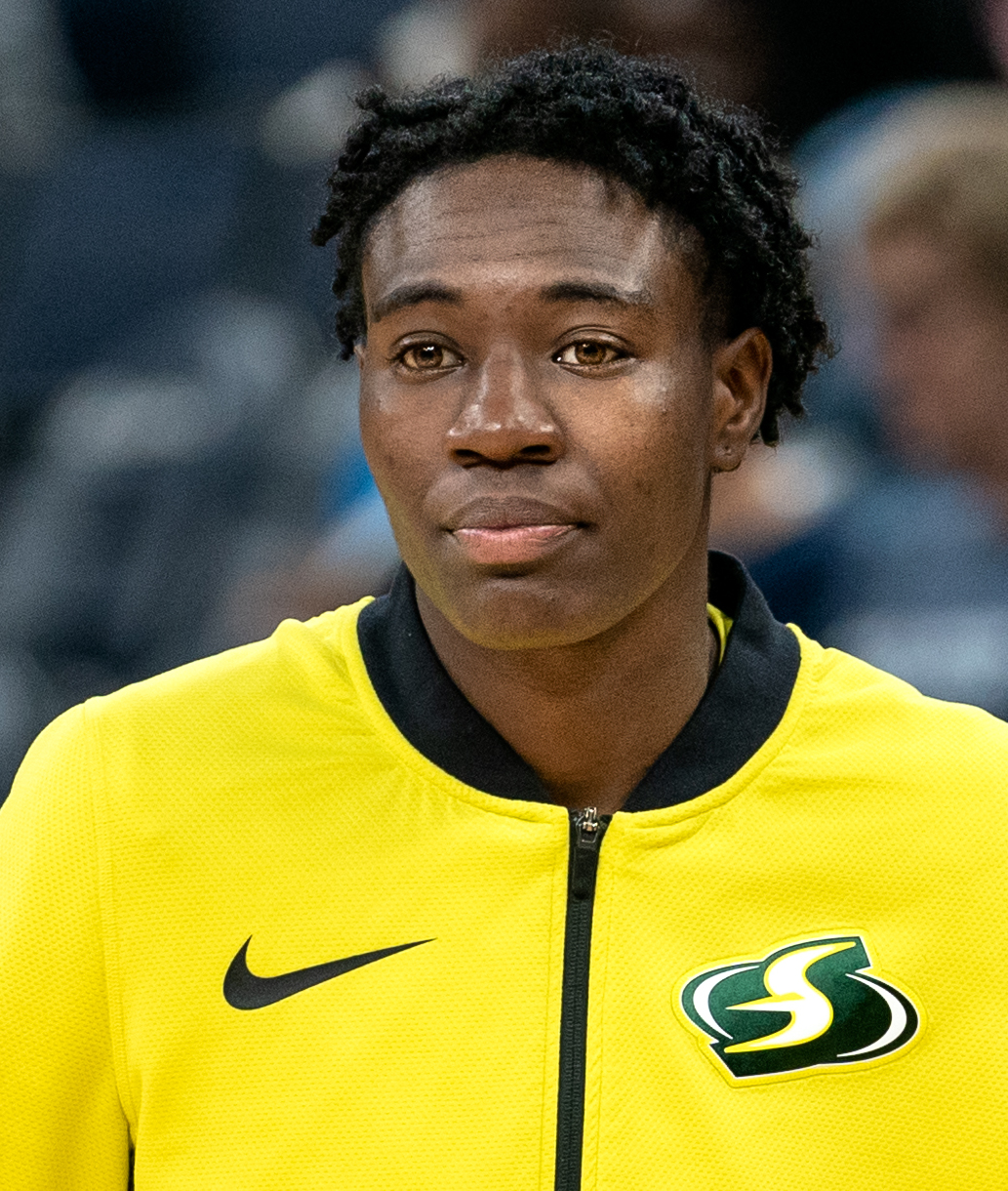
Наташа Ховард, 5-й номер драфта

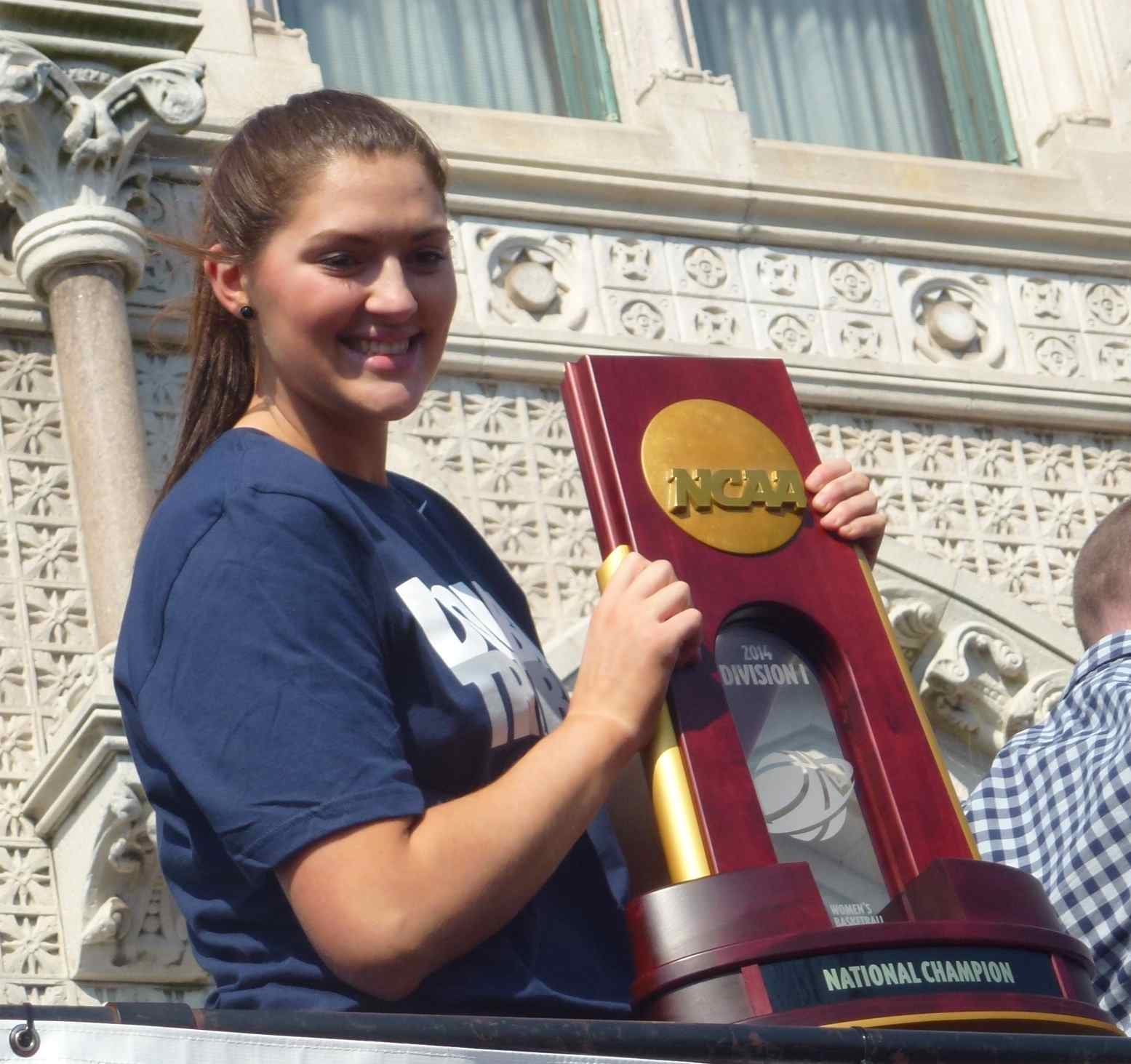
Стефани Долсон, 6-й номер драфта

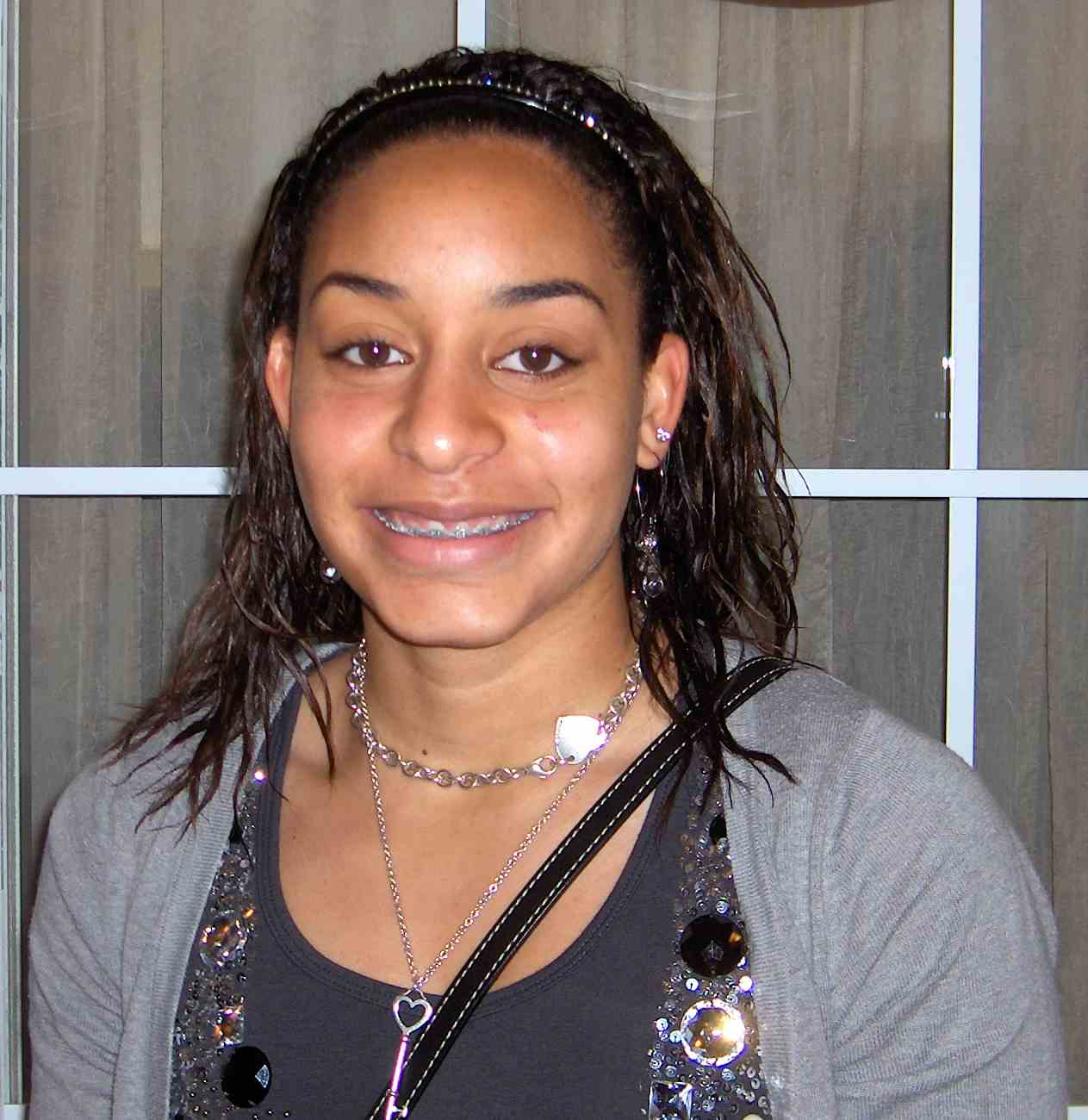
Бриа Хартли, 7-й номер драфта

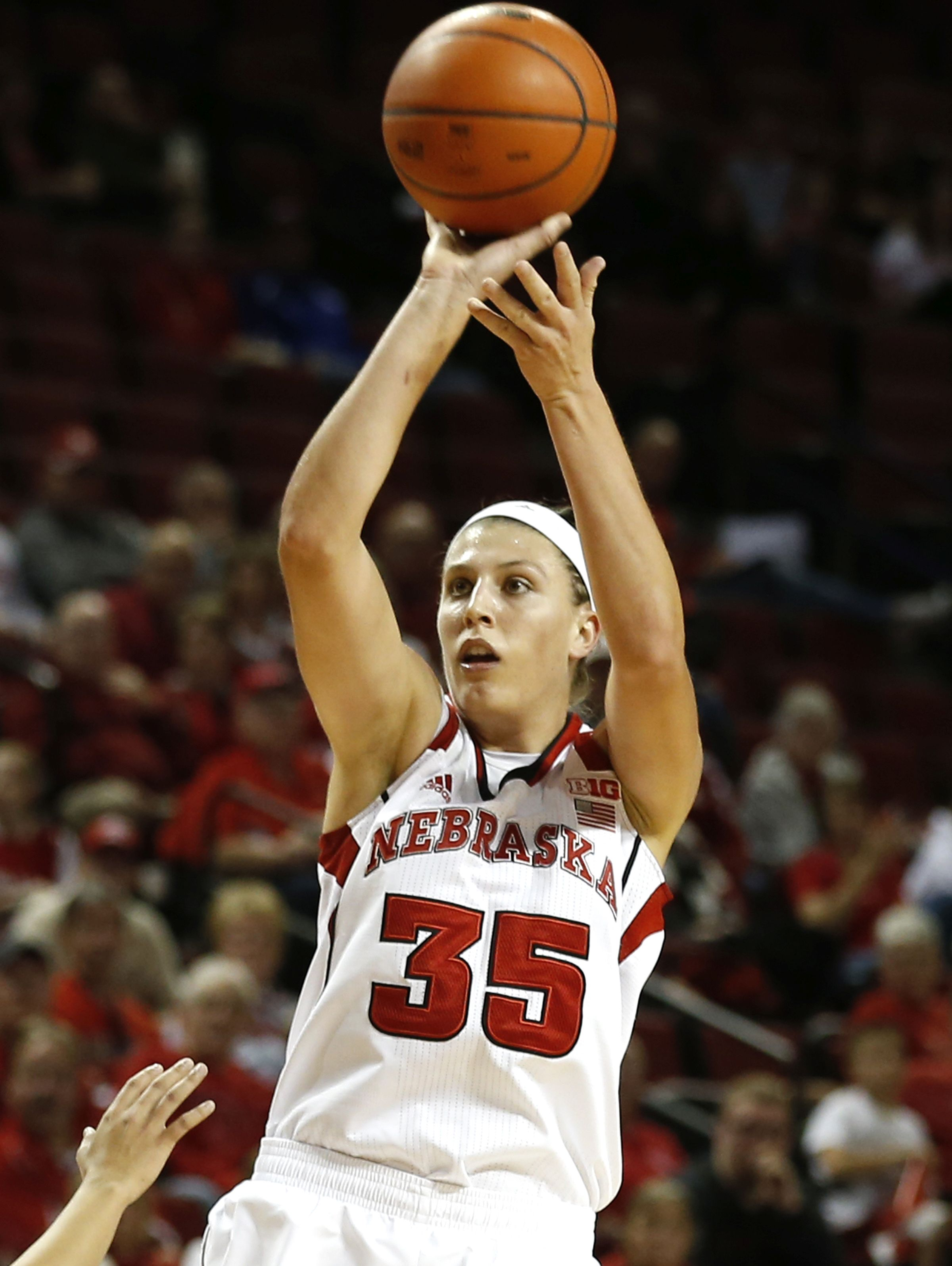
Джордан Хупер, 13-й номер драфта

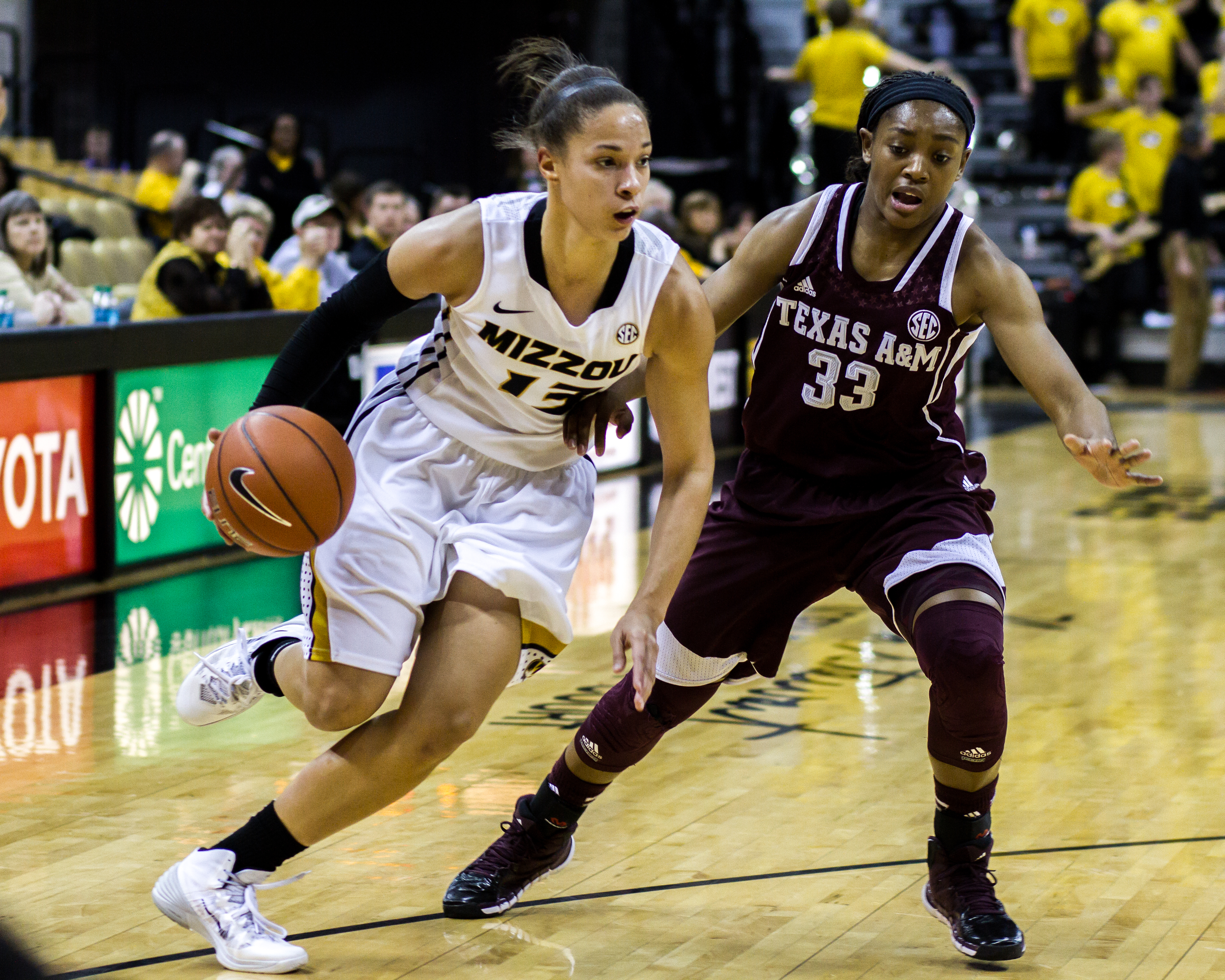
Бри Кулас (слева), 28-й номер драфта

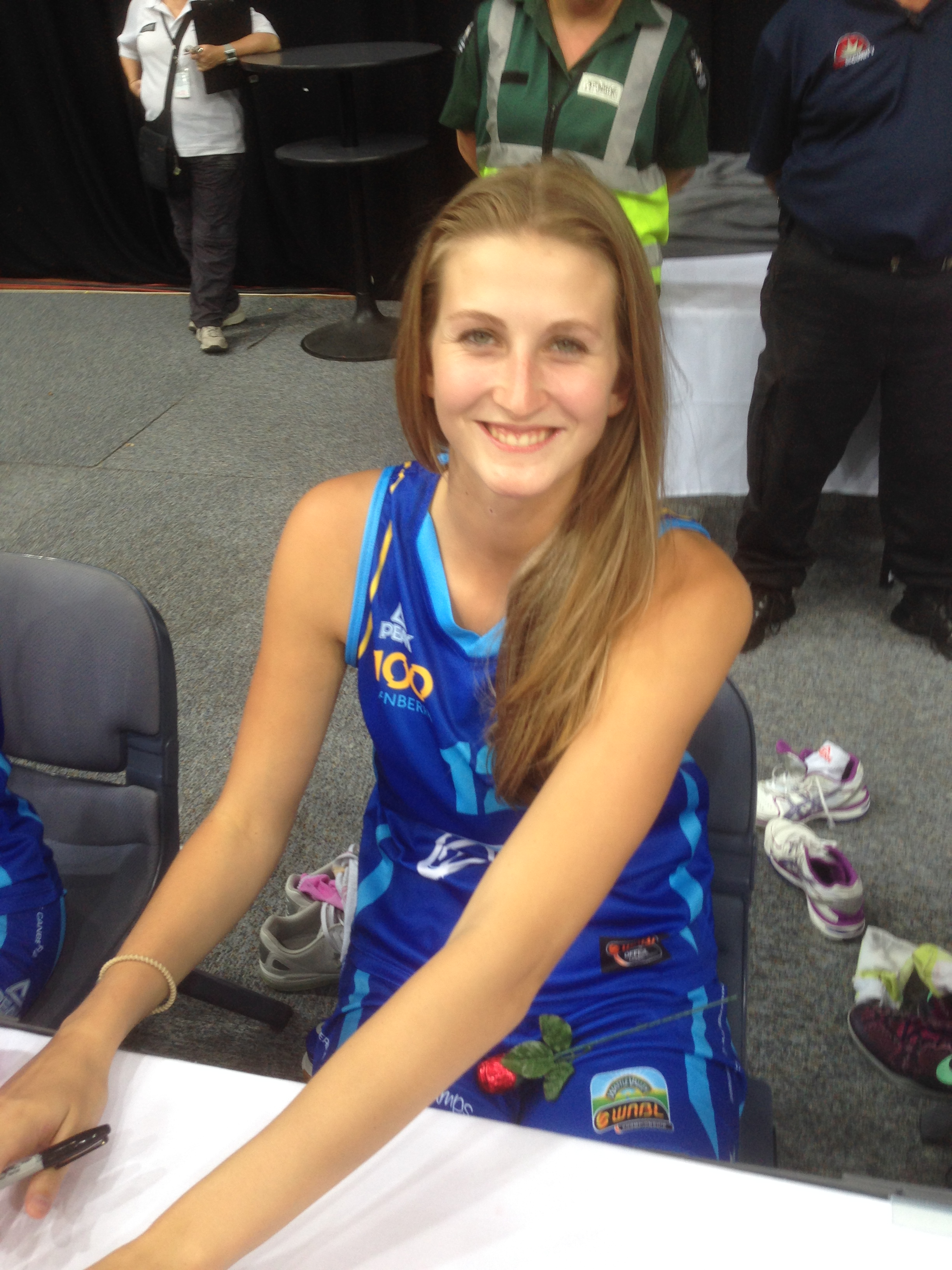
Карли Мийович, 30-й номер драфта

| Выбор | Игрок           | Позиция            | Гражданство | Команда драфта                                        | Университет/ Бывшая команда              |
| ----- | --------------- | ------------------ | ----------- | ----------------------------------------------------- | ---------------------------------------- |
| 1     | Чини Огвумике   | Форвард            | США         | Коннектикут Сан                                       | Стэнфордский университет                 |
| 2     | Одисси Симс     | Защитник           | США         | Талса Шок                                             | Бэйлорский университет                   |
| 3     | Кайла Макбрайд  | Защитник / Форвард | США         | Сан-Антонио Старз                                     | Университет Нотр-Дам                     |
| 4     | Алисса Томас    | Форвард            | США         | Нью-Йорк Либерти (затем продана в Коннектикут Сан)    | Мэрилендский университет в Колледж-Парке |
| 5     | Наташа Ховард   | Форвард            | США         | Индиана Фивер                                         | Университет штата Флорида                |
| 6     | Стефани Долсон  | Центровая          | США         | Вашингтон Мистикс                                     | Университет Коннектикута                 |
| 7     | Бриа Хартли     | Защитник           | США         | Сиэтл Шторм (затем продана в Вашингтон Мистикс)       | Университет Коннектикута                 |
| 8     | Шони Шиммель    | Защитник           | США         | Атланта Дрим                                          | Луисвиллский университет                 |
| 9     | Натали Ачонва   | Форвард            | Канада      | Индиана Фивер (право выбора от Финикс Меркури)        | Университет Нотр-Дам                     |
| 10    | Маркиша Гатлинг | Центровая          | США         | Чикаго Скай                                           | Университет штата Северная Каролина      |
| 11    | Челси Грей      | Защитник           | США         | Коннектикут Сан (право выбора от Лос-Анджелес Спаркс) | Университет Дьюка                        |
| 12    | Трисия Листон   | Защитник / Форвард | США         | Миннесота Линкс                                       | Университет Дьюка                        |

## Второй раунд
| Выбор | Игрок             | Позиция   | Гражданство         | Команда драфта                                   | Университет/ Бывшая команда              |
| ----- | ----------------- | --------- | ------------------- | ------------------------------------------------ | ---------------------------------------- |
| 13    | Джордан Хупер     | Форвард   | США                 | Талса Шок (право выбора от Коннектикут Сан)      | Университет Небраски в Линкольне         |
| 14    | Тионна Маршалл    | Защитник  | США                 | Нью-Йорк Либерти                                 | Технологический институт Джорджии        |
| 15    | Азия Басси        | Центровая | США                 | Миннесота Линкс (право выбора от Талса Шок)      | Университет Западной Виргинии            |
| 16    | Асту Ндур         | Центровая | Сенегал / · Испания | Сан-Антонио Старз                                | Ислас Гран-Канария                       |
| 17    | Тиффани Байас     | Защитник  | США                 | Финикс Меркури (право выбора от Индиана Фивер)   | Университет штата Оклахома в Стиллуотере |
| 18    | Инга Орехова      | Защитник  | Украина             | Атланта Дрим (право выбора от Вашингтон Мистикс) | Университет Южной Флориды                |
| 19    | Мишель Плуфф      | Форвард   | Канада              | Сиэтл Шторм                                      | Университет Юты                          |
| 20    | Кэсси Харбертс    | Форвард   | США                 | Атланта Дрим                                     | Университет Южной Калифорнии             |
| 21    | Мэгги Лукас       | Защитник  | США                 | Финикс Меркури                                   | Университет штата Пенсильвания           |
| 22    | Дженнифер Брэндон | Форвард   | США                 | Чикаго Скай                                      | Калифорнийский университет в Беркли      |
| 23    | Дженнифер Хэмсон  | Центровая | США                 | Лос-Анджелес Спаркс                              | Университет Бригама Янга                 |
| 24    | Кристина Фогги    | Защитник  | США                 | Миннесота Линкс                                  | Университет Вандербильта                 |

## Третий раунд
| Выбор | Игрок            | Позиция             | Гражданство | Команда драфта                                   | Университет/ Бывшая команда         |
| ----- | ---------------- | ------------------- | ----------- | ------------------------------------------------ | ----------------------------------- |
| 25    | Дениша Столлуорт | Центровая           | США         | Коннектикут Сан                                  | Университет Кентукки                |
| 26    | Мейган Симмонс   | Защитник            | США         | Нью-Йорк Либерти                                 | Университет Теннесси                |
| 27    | Тереза Плейзанс  | Форвард             | США         | Талса Шок                                        | Университет штата Луизиана          |
| 28    | Бри Кулас        | Форвард             | США         | Сан-Антонио Старз                                | Университет Миссури                 |
| 29    | Хэйден Палмер    | Защитник            | США         | Индиана Фивер                                    | Университет Гонзаги                 |
| 30    | Карли Мийович    | Форвард / Центровая | Австралия   | Вашингтон Мистикс                                | Канберра Кэпиталз (ЖНБЛ)            |
| 31    | Микаэла Руф      | Форвард             | США         | Сиэтл Шторм                                      | Стэнфордский университет            |
| 32    | Коди Бёрк        | Форвард             | США         | Вашингтон Мистикс (право выбора от Атланта Дрим) | Университет штата Северная Каролина |
| 33    | Стефани Толбот   | Форвард             | Австралия   | Финикс Меркури                                   | Аделаида Лайтнинг (ЖНБЛ)            |
| 34    | Джамирра Фолкнер | Защитник            | США         | Чикаго Скай                                      | Университет Южного Миссисипи        |
| 35    | Антонита Слотер  | Защитник            | США         | Лос-Анджелес Спаркс                              | Луисвиллский университет            |
| 36    | Эйжа Тейлор      | Форвард / Защитник  | США         | Миннесота Линкс                                  | Луисвиллский университет            |